# Migdal HaEmek
Migdal HaEmeq (hebreo: מִגְדַּל הָעֶמֶק, en árabe: جدال هاعيمي) es una ciudad del Distrito Norte de Israel. Según la Oficina Central de Estadísticas de Israel (CBS), la población cuenta con 27 000 habitantes. Entre sus parques industriales se encuentran: Ramat Gabriel, y el parque industrial Sur. Migdal Haemek fue fundado exactamente 5 años después de la declaración de independencia de Israel. Cuenta con un parque arqueológico de escasa relevancia y 2 bosques: Sarid y Balfour. En la parte bancaria se encuentran los bancos Leumi, Discount y Ha poalim. Su población está compuesta por marroquíes, franceses, españoles, etíopes, argentinos, chilenos, uruguayos, rumanos, rusos y minoritariamente de otras nacionalidades.
Su actual intendente es Eli Barda quien se encuentra en su tercer mandato consecutivo.